# Ivan Vitez
Ivan Vitez iz Sredne (madžarsko Vitéz zrednai Vitéz János, hrvaško Ivan Vitez od Sredne) je bil madžarski nadškof Esztergoma, pomemben humanist, diplomat, latinist, matematik, astrolog in astronom, * okoli 1408, † 8. avgust 1472.

## Zgodnje življenje
Vitez je bil rojen v Sredni pri Križevcih v hrvaško-madžarski družini, vplivni na ogrskem dvoru. Mati je bila iz rodbine Garázda, po poreklu iz Goražda v Bosni. Oče, ki se je prvotno pisal Csévi, je bil iz okrožja Pilis v centralni Ogrski. Od leta 1446 do 1452 je bil tajnik regenta Jánosa Hunyadija, v njegovi vladi pa je postal protonotar.
Vitez je študiral na Dunaju, kjer je diplomiral pravo. Zaradi pogostih stikov z drugimi humanisti je bil dobro seznanjen tudi s fiziko, astronomijo in alkimijo.  V dvorni pisarni kralja Sigismunda Luksemburškega se je verjetno seznanil u italijanskim humanistom Pierom Paolom Vergeriom. Okoli leta 1437 je bil nekaj časa kanonik v Zagrebu. V tem času je pomagal utrditi odnose med hrvaško prestolnico in  cvetočimi italijanskimi kulturnimi in znanstvenimi središči. Iz Zagreba je odšel na Ogrsko, kjer je igral pomembno vlogo v razvoju kulturnih in znanstvenih ustanov. 

## Kariera
Bil je eden od učiteljev Hunyadijevega sina, kasnejšega ogrskega kralja  Matije Korvina. Leta 1445 je postal škof Velikega Varadina (danes Oradea) in mesto pretvoril v humanistično središče. V Varadin je povabil številne poljske in nemške humaniste, med njimi Gregorja iz Sanoka. Bil je zbiralec knjig in v je mestu zgradil knjižnico. Ko je leta 1465 postal primas Ogrske in  nadškof Esztergoma, je skupaj z dvorom tja preselil tudi knjižnico.
V vladi Matije Korvina je zasedal več položajev. Zaradi izkušenj je bil predvsem odličen kraljev diplomat. Leta 1458 je bil poslan v Prago h kralju Juriju Podjebradskemu. Kasneje je opravil še nejaj diplomatskih misij, predvsem k cesarju Svetega rimskega cesarstva Frideriku III. Habsurškemu. Po letu 1464 je skupaj s Štefanom Várdajem postal najvišji in tajni komornik, vendar na tem položaju ni bil zelo aktiven. V drugi polovici 1460. let  se je kralju odtujil, leta 1471 pa je vodil zaroto proti njemu.
Vitez, ki je izredno dobro govoril in pisal latinsko, je imel glavno vlogo v mednarodnih krogih humanistov na Korvinovem dvoru. Med njimi so bili slavni znanstveniki, na primer  Regiomontan, Marcin Bylica, Georg Aunpekh von Peurbach in Hans Dorn. Zanimalo ga je predvsem naravoslovje, zato je promoviral njegov študij. Razen knjižnice v Oredei, katero je preselil v Esztergom, je ustanovil tudi Universitas Istropolitana v sedanji Bratislavi. Promoviral je astronomske in astrološke raziskave, imel svoje astronomske instrumente in v Esztergomu ustanovil astronomski observatorij. Vitez se včasih omenja kot oče madžarskega humanizma. 
Leta 1471-1472 je bil organizator upora proti kralju, zato je  izgubil vse svoje privilegije in posesti. Kmalu zatem je zbolel in umrl.
Njegov nečak  je bil velik latinski humanist Janus Pannonius.

## Sklica
1. ↑  Record #118768727 // Gemeinsame Normdatei — 2012—2016.
2. ↑  data.bnf.fr: platforma za odprte podatke — 2011.
3. 1 2 3  Brozović D., Ladan T. Hrvatska enciklopedija — LZMK, 1999. — 9272 p.
4. ↑  Vince Bunyitay. A VÁRADI PÜSPÖKSÉG TÖRTÉNETE ALAPÍTÁSÁTÓL A JELENKORIG, Nagyvárad, 1883.
5. 1 2  Books 1–5 of History. Ethiopian Story. Book 8: From the Departure of the Divine Marcus. World Digital Library. Pridobljeno  7. marca  2013.

| Nazivi Rimskokatoliške cerkve | Nazivi Rimskokatoliške cerkve                | Nazivi Rimskokatoliške cerkve    |
| ----------------------------- | -------------------------------------------- | -------------------------------- |
| Predhodnik: Ivan de Dominis   | Škof Várada/Oradee 1445–1465                 | Naslednik: Johann Beckenschlager |
| Predhodnik: Dénes Szécsi      | Nadškof Esztergoma 1465–1472                 | Naslednik: Johann Beckenschlager |
| Predhodnik: Thomas Döbrentei  | Commendator nadopatije Pannonhalma 1467–1472 | Naslednik: Matija Korvin         |